# Giovanni Córdoba
Giovanni Córdoba Rentería (Cali, 16 de marzo de 1978– 27 de octubre de 2002) fue un futbolista colombiano que jugó profesionalmente para el Deportivo Cali, Liga de Quito.

## Trayectoria
Tras de estar en la academia del Deportivo Cali, marcó 48 goles en 154 partidos para el club y también estuvo cedido en Ecuador con el Quito . 

## Muerte
Durante un entrenamiento del Deportivo Cali en Pance, Cali, el 24 de octubre de 2002, un rayo impactó en un poste y rebotó en el campo donde se encontraban los jugadores, quedando tres jugadores incapaces de ponerse de pie: Córdoba, Hernán Gaviria y Carlos Álvarez.  Tras el incidente, cinco jugadores fueron trasladados al Hospital Fundación Valle del Lili, donde Gaviria fue declarado muerto dos horas después de su llegada.   Córdoba, Álvarez y Giovanni Hernández permanecieron en cuidados intensivos, aunque Córdoba falleció tres días después. 

## Vida personal
Su hermano Hernán Córdoba también fue futbolista que falleció el 20 de septiembre de 2009 en un accidente de tráfico junto a su compañero de equipo Mario Beltrán. 
Los cuerpos de ambos hermanos descansan juntos en el Cementerio Jardines del Palmar en Cali.